# Licofrón
Licofrón o Licofronte de Calcis fue un poeta y gramático griego del siglo III a. C., nacido en Calcis, en la isla de Eubea.
Vivió en Egipto, en la corte de Ptolomeo Filadelfo y fue bibliotecario de la Biblioteca de Alejandría. Escribió un gran número de tragedias, que se han perdido y poesías. También elaboró un catálogo de escritores cómicos y un tratado Sobre la comedia. Formó parte de la Pléyade poética y de la Pléyade trágica. 
De él no se conserva más que un poema titulado Alejandra (otro nombre de Casandra, hija de Príamo) compuesto por 1474 versos yámbicos. Se trata de una larga premonición de las desgracias reservadas a Troya que termina con referencias a Alejandro Magno, escrito en un estilo enigmático y poco inteligible a causa de las abundantes perífrasis, las oscuras alusiones eruditas, el vocabulario rebuscado, la abundante intertextualidad, la sintaxis tortuosa y la presencia de artificios manieristas como enigmas, anagramas y palíndromos. Este poema fue muy comentado desde época bizantina por los eruditos Isaac y Juan Tzetzes, cuyos escolios se han conservado, y ya un romano como el gran poeta Estacio, a fines del siglo I d. de Cristo, se quejaba de "los subterfugios del oscuro Licofrón" (Silvae V, 2, 157). También el historiador suizo, Jacob Burckhardt, acusa su estilo oscuro el cual califica de artificial y rebuscado.